# Monostori út
A Monostori út (románul Calea Moților, illetve Calea Mănăștur) Kolozsvár belvárosában található. Az egykori Bel-Monostor utcának a Monostor-kapun kívüli folytatásaként indul nyugat felé, Kolozsmonostor irányába. 1899-től hozzá tartozik Kolozsmonostor főutcája is. Folytatása a Szászfenesi út (románul Calea Floresti).

## Neve
1453-ban „Monostor Extra Muros”, azaz falakon kívüli „Monostor utca” néven említették. 1551-ben „Coloswar falain kivül a Monosthor wcza” formában hivatkoztak rá. 1667-ben jelent meg a „Külső Monostor utca” név, amiből aztán a 19. század végére „Külmonostor utca” név vált elfogadottá. 1899-től Monostori út volt a neve. A román közigazgatás bevezetésével két utcára osztották: a sörgyárig „Calea Moților” (Mócok útja), azon túl pedig „Calea Mănăștur” (Monostori út) lett a neve. A második bécsi döntést követően az út külső része „Mussolini út” lett, a belső rész visszakapta a „Monostori út” elnevezést. 1945 és 1948 között a „Calea Regele Ferdinand” (Ferdinánd király út) nevet kapta, majd 1948-tól ismét „Calea Moților” (Mócok útja), illetve „Calea Mănăștur” (Monostori út) lett.

## Története
Egyike a legkorábban beépült városfalakon kívüli utcáknak. A 14–16. században a vár melletti külvárosként ("Vicus") tartották számon. Mivel az Erdélyi Fejedelemség korában a városban szigorú szabályok vonatkoztak a kocsmázásra, a szolgák és szolgálólányok szívesebben mulatoztak magánházaknál; egy ilyen ház volt a Külmonostor utcában Diós István háza, a szomszédok szerint „latrok barlangja,” ahol „szüntelen a pajkosok éjjel-nappal virrattig ittak, torbézoltanak, ordítottanak, kiáltottanak.”
A 18. század elején, a Rákóczi-ostrom során az utcát tűz pusztította el. A 18. század végén, amikor először engedélyezték a zsidóknak, hogy megtelepedjenek Kolozsváron, csak a Kül-Monostor utcában kaphattak helyet. Több, a városnak dolgozó mesterembernek is itt volt háza, majorsága vagy kertje, mint például Konrad Hammer (†1748) schwalbachi kőművesnek, Martin Honigberger (†1798) nagyszebeni rézművesnek, illetve Kagerbauer Antal tordai építőmesternek.
A 19. század elején az építkezések nem elsősorban a belvárosban, hanem a várost kelet–nyugati irányban átszelő főútvonalak mentén összpontosultak, köztük elsősorban a Külső Monostor utca mentén, ahol korábban számos kert és faház állt. Az építési hatóság ellenőrizte, hogy az építtetők betartsák az utcák mérnöki felmérés által kijelölt vonalát és szélességét, de határozatot hozott az utcára nyíló pinceajtók, boltlépcsők, karfák, ablakrostélyok eltüntetéséről is. A 19. század elején a Külső-Monostor utcában működött a város két közfürdőjének egyike, a Flóra-fürdő. 1830-ban a városi jótékony nőegyesület népiskolát (előiskolát) állított fel az utcában 2–8 év közötti szegény gyermekek számára, 1832-ben pedig dolgozóházat létesítettek, ahol negyven szegény asszony számára biztosítottak munkalehetőséget; az intézmény 1859-ben Karolina Auguszta királyné tiszteletére felvette az Auguszteum nevet. Az utcát 1849-ben kövezték ki, 1869-ben az árkokat kővel rakták ki, 1885-ben pedig az északi oldalát gránit porondjárdával látták el. Ugyanebben az évben vezették be a gázvilágítást is. A 20. század elején az út északi oldalán levő házak kertje még a Malomárokig nyúlt, mert a Fürdő (Pavlov, Card. Iuliu Hossu) utca még nem épült ki.
1901-ben a Külmonostor utcában működött az asztalosok szakszervezeti csoportja.
2015 júniusában elkezdték az út teljes körű felújítását, beleértve a vízvezetékek cseréjét, és a villamosvezetékek áthelyezését a föld alá. Az európai uniós forrásokból finanszírozott munkák minősége nem volt megfelelő, ezért 2017-ben a vállalkozót pótlólagos javítási munkákra kötelezték. 2018 júliusától a Mócok útja 121. számú ház előtt és környékén az önkormányzat ingyenes Wi-Fi szolgáltatást biztosít.

## Közlekedés
1893-ban forgalomba állt a közúti vasút, amelynek második vonala a főtérről a Monostori úton haladt a sörgyárig; a sok baleset miatt azonban a vasúti közlekedést 1902-ben leállították. Az 1960-as években indult el a Monostori úton a trolibuszforgalom.
Az út nemcsak a Monostori negyed lakói, hanem a szászfenesiek számára is fontos közlekedési útvonal a város központja felé, főleg tanítási időszakban, amikor napi húszezer kocsival nő meg a napi forgalom. A zsúfoltság megszüntetésére 2017-ben Emil Boc polgármester bejelentette, hogy augusztustól kezdve a Mócok útján mindkét irányban egy-egy sávot a tömegközlekedési járművek és taxik számára tartanak fent. A terv azonban nem valósult meg, mert a közlekedési szakemberek újabb szimulációk és elemzések elvégzését tartották szükségesnek. Szóba jött az út egyirányúsítása (a másik irányú forgalmat a Fürdő / Cardinal Iuliu Hossu utca látná el), illetve a buszsáv időszakos működtetése is. 2018-as tervek szerint az utat a járda szűkítésével ötsávosra bővítenék, és körforgalmat alakítanának ki a Szélső utca és a Monostori út között.

## Épületei

### Déli házsor
- Mócok útja 1–3. szám: Városháza. Az eklektikus stílusú épület 1896–1897-ben épült Alpár Ignác tervei alapján, eredetileg vármegyeháza céljára. A második világháború után a megyei, illetve tartományi tanács székhelye lett. A városháza 1991-ben költözött ide.[25]
- 5. szám: Béldi Ákos főispán építtette. 1920 és 1940 között itt működött a magyar konzulátus.[26] 1948 és 1950 között a Magyar Művészeti Intézet működött benne,[27] utóbb a balettiskolát helyezték ide, majd a polgármesteri hivatal lakosság-nyilvántartó része kapta meg.[28]
- 11. szám: a Babeș–Bolyai Tudományegyetem egyik épülete, itt található a Római Tanulmányok Központ könyvtára (Biblioteca Centrului de Studii Romane).[29]
- 13. szám: itt lakott Óvári Kelemen jogtörténész.[30]
- 19. szám:  Purjesz-ház, Purjesz Zsigmond belgyógyász otthona. Lánya, Óváry Elemérné irodalmi-művészeti szalonjában Ady Endre, Bartók Béla, Dohnányi Ernő és Móricz Zsigmond is megfordultak. Kertjében épült fel 1969–1970-ben a megyei rendelőintézet.[31]
- 25. szám: 1999-ben épült görögkatolikus templom.[32]
- 33. szám: egykori mentőállomás, az Önkéntes Mentősegyesület 1912-ben épült székhelye, most fogászati klinika.[33]
- 137. szám: barokk épület, Dél-Németországra jellemző csavart (facsaros, facsaratos) kéménnyel. A babona szerint az ilyen kémény megakadályozta, hogy a boszorkányok bejussanak a házba.[34]
- Monostori út 1. szám: Régi monostori vámház. Az 1800-as évek közepéig működött.[35]
- 3–5. szám: A Gazdasági Akadémia 1869-ben létesült, ma Agrártudományi és Állatorvosi Egyetem. A kapu vonalában kezdődött az egykori Monostor falu, amelyet 1895-ben a városhoz csatoltak.[36]
- 9. szám: jezsuita rendház abban az épületben, amelyet Szentpáliné Galambfi Borbála asszony 1621-ben végrendeletében a rendre hagyott.[37]

### Északi házsor
- Mócok útja 4. szám: Szilvássy-ház, amelyben Szilvássy Karola vendégeként gyakran időzött Bánffy Miklós.[38]
- 8. szám: Csávásy-ház. Az utca felé nyíló pincelejárata ma már egyedülálló Kolozsváron. Az 1970-es évek végén a Szilvássy-házzal együtt a lebontás fenyegette, mert a szemben levő megyei néptanács elé teret akartak kialakítani; a terv nem valósult meg.[39]
- 16. szám: Jancsó-ház. Az idők folyamán itt laktak Jancsó Béla, Jancsó Elemér, Kelemen Lajos, Herédi Gusztáv. 1923-ban itt szerkesztették a Tizenegyek antológiáját.[40]
- 24. szám: Zeyk-ház. Özvegy Teleki Józsefné építtette 1832-ben.[41] 2012-től az Inocențiu Micu Görögkatolikus Teológiai Líceum működik itt.[42]
- 26. szám: a Kolozsvár-Szamosújvári görögkatolikus egyházmegye(wd) székhelye[43]
- 54. szám: Schilling-ház, Schilling Lajos történész professzor háza.[44]
- 58. szám: az 1930-as és 1940-es években működött Heinrich-féle szappangyár.[45]
- 68. szám: a két világháború között Mátyás Mátyás sebészprofesszor szanatóriuma, az 1940-es években szálloda, 1948-tól gyermekkórház.[46]
- 78–80. szám: Moll Elemér tervezte inasiskola,[47] jelenleg távközlési szakközépiskola (Colegiul Tehnic de Comunicaţii “Augustin Maior”).[48]
- 82. szám: Auguszteum, óvoda és elemi iskola, 1907-től római katolikus iskola.[49]
- 84. szám: a Kakasos templom (felsővárosi református templom) 1913-ban épült Kós Károly tervei alapján.[50] 2001 óta az Agapé öregotthon is ezen a telken működik.[51]
- Monostori út 2–6. szám: Czell- vagy Ursus-sörgyár. 1878-ban alapították, a jelenlegi épület 1911-ben épült.[52] A rendszerváltás után bezárt gyárat 1995-től minisörfőzdeként, látványosságként üzemeltetik.[53] 2017 áprilisa óta a Platinia bevásárlóközpont található itt.[54]
- 12. szám: 1902-ben felszentelt, 1942-ben kibővített Fájdalmas Szűzanya-kápolna.[55]
- 22–24. szám: Spektrum Nemzetközi Iskola (románul Școala Internațională Spectrum), amelyet Fethullah Gülen köréhez tartozó török üzletemberek alapítottak 1997-ben.[56][57]
- A kolozsmonostori apátság temploma az 1987–88-ban épült felüljáró hídtól jobbra egy dombon található. A 12. századi benedekrendi apátság templomának megmaradt szentélyéből alakították ki 1819-ben.[58]

## Műemlékek
Az utcából az alábbi épületek szerepelnek a romániai műemlékek jegyzékében:
| Mai utcanév                   | Házszám | Kép | Megnevezés                                              | Építés dátuma           | Műemlék kódja   |
| ----------------------------- | ------- | --- | ------------------------------------------------------- | ----------------------- | --------------- |
| Mócok útja (Calea Moților)    | 1–3     |     | Városháza                                               | 1896                    | CJ-II-m-B-07416 |
| Mócok útja (Calea Moților)    | 4       |     | Szilvássy-ház                                           | 19. század eleje        | CJ-II-m-B-07417 |
| Mócok útja (Calea Moților)    | 8       |     | Csávásy-ház                                             | 1800 körül              | CJ-II-m-B-07418 |
| Mócok útja (Calea Moților)    | 24      |     | Zeyk-ház                                                | 1832                    | CJ-II-m-B-07419 |
| Mócok útja (Calea Moților)    | 27      |     | Kemény-ház                                              | 19. század              | CJ-II-m-B-07420 |
| Mócok útja (Calea Moților)    | 29      |     | Kemény-ház                                              | 19. század              | CJ-II-m-B-07421 |
| Mócok útja (Calea Moților)    | 32      |     | Kemény-ház személyzeti épülete, itt lakott Ilie Măcelar | 19. század              | CJ-II-m-B-07422 |
| Mócok útja (Calea Moților)    | 54      |     | Schilling-ház                                           | 19. század              | CJ-II-m-B-07423 |
| Mócok útja (Calea Moților)    | 69      |     |                                                         | 18. század              | CJ-II-m-B-07424 |
| Mócok útja (Calea Moților)    | 70      |     | Gócs-ház                                                | 19. század              | CJ-II-m-B-07425 |
| Mócok útja (Calea Moților)    | 82      |     | Auguszteum                                              | 1900                    | CJ-II-m-B-07426 |
| Mócok útja (Calea Moților)    | 84      |     | Kakasos templom                                         | 1913                    | CJ-II-m-B-07427 |
| Mócok útja (Calea Moților)    | 94      |     |                                                         | 18–19. század           | CJ-II-m-B-07428 |
| Mócok útja (Calea Moților)    | 104     |     |                                                         | 18. század              | CJ-II-m-B-07429 |
| Mócok útja (Calea Moților)    | 137     |     | Facsaratos kéményű ház                                  | 18. század első harmada | CJ-II-m-B-07430 |
| Monostori út (Calea Mănăștur) | 1       |     | Régi vámház                                             | 1812–1814               | CJ-II-m-B-07394 |
| Monostori út (Calea Mănăștur) | 9       |     | Jezsuita rendház                                        | 16–18. század           | CJ-II-m-B-07395 |
| Monostori út (Calea Mănăștur) | 12      |     | A kolozsmonostori apátság temploma                      | 13–19. század           | CJ-II-m-A-07396 |